# Alzkanal
Der Alzkanal ist ein Kanal in den oberbayerischen Landkreisen Traunstein und Altötting, welcher in drei Abschnitten das Wasser der Alz zur Stromerzeugung nutzt.

## Verlauf
Der erste Abschnitt führt von Trostberg (⊙) bis nach Tacherting (⊙). Hier befinden sich die Laufwasserkraftwerke Trostberg (⊙) und Wajon (⊙). Bei Tacherting mündet der erste Abschnitt des Alzkanals von links in die Alz, der zweite Abschnitt beginnt erst etwa einen Kilometer alzabwärts an einem Wehr.
In diesem zweiten Abschnitt leitet der Kanal Alzwasser von Tacherting (⊙) nach Hirten. Auf dem Gebiet von Unterneukirchen befindet sich hinter einem Kanaltunnel ein weiteres Wasserkraftwerk (⊙). Am Stauwehr Hirten wird der Alz nochmals Wasser entnommen und dem Alzkanal, der in Form eines Dükers die Alz durchquert, zugefügt (⊙). Von hier aus führt der Alzkanal zur Salzach bei Burghausen (⊙). Im Werk Burghausen der Wacker Chemie AG wird ein Teil des Kanalwassers als Kühlwasser genutzt und fällt, nachdem das Werk passiert wurde, durch fünf Druckrohre ins 63 Meter tiefer gelegene Salzachtal, wo es in den Alzwerken zur Energiegewinnung genutzt wird (⊙).
- Karte mit allen Koordinaten:
- OSM |
- WikiMap

## Geschichte
Der Abschnitt Trostberg–Tacherting wurde 1908–1910 gebaut, der Abschnitt Tacherting–Hirten ab 1913.
Ab 1916 wurde mit dem Bau des Alzkanals Hirten–Burghausen begonnen, der bis 1921 Kosten in inflationsbedingter Höhe von 160 Millionen Mark verursachte. Die Inbetriebnahme des Kanals erfolgte am 12. Mai 1923. Bereits 1924 brach der Kanal auf einer Länge von rund 200 Metern und wurde gleich darauf wieder repariert. Seit 1938 wird das Wasserkraftwerk der Alzwerke ausschließlich für die angrenzende Industrie genutzt.

## Sanierungen

### Sanierung 2016
Ab dem 29. August 2016 wurde der Alzkanal zwischen Hirten und Burghausen in acht Wochen auf einer Länge von 18 Kilometern saniert. Dazu wurde bereits am 26. August 2016 damit begonnen, den Wasserstand um höchstens 15 Zentimeter pro Stunde abzusenken und mit rund 80 Fischern den Alzkanal leerzufischen und die tausende Fische (Flussbarben, Karpfen, Äschen, Weißfische und Forellen) in die Alz umzusetzen. Aber auch Fahrräder, Schusswaffen und Tresore wurden aus der trockenen Trapezrinne herausgefischt. 1998 war das Wasser letztmals abgelassen worden. Das Wasser des Kanals wurde während der gesamten Bauzeit über die Alz umgeleitet.
Bei der Sanierung wurden die Wände asphaltiert, wobei unter anderen Sondermaschinen auch eine extra angefertigte Asphaltmaschine aus der Schweiz und rund 400 Arbeiter und Spezialisten aus mehreren Ländern zum Einsatz kamen. Mit den Vorplanung zu dem Großprojekt wurde bereits Mitte 2012 begonnen, um auch die elf Bauwerke (Düker, Stollen, Kraftwerke) auf der gesamten Länge zu ertüchtigen. Die Großbaustelle verschlang dabei nach offiziellen Angaben der Wacker Chemie AG einen „mittleren zweistelligen Millionenbetrag“. Am 26. Oktober wurde mit der Wiederbefüllung des Kanals begonnen.